# ريتشارد إيدن
ريتشارد إيدن هو ممثل كندي، ولد في 13 فبراير 1956 بتورونتو في كندا.

## أعمال

### مسلسلات
- سانتا باربرا

## وصلات خارجية
- ريتشارد إيدن على موقع IMDb (الإنجليزية)
- ريتشارد إيدن على موقع ألو سيني (الفرنسية)
- ريتشارد إيدن على موقع أول موفي (الإنجليزية)
- ريتشارد إيدن على موقع قاعدة بيانات الأفلام السويدية (السويدية)
- ريتشارد إيدن على موقع إن إن دي بي (الإنجليزية)
- ريتشارد إيدن على موقع قاعدة بيانات الفيلم (الإنجليزية)
- ريتشارد إيدن على موقع كينوبويسك (الروسية)